# CEB Cup Winners’ Cup
CEB Cup Winners’ Cup je zaniklá klubová soutěž v baseballu. Hrála se pod patronací Evropské baseballové konfederace v letech 1990 až 2007. Byla určena pro evropské kluby, které zvítězily v národních pohárových soutěžích.  Nejúspěšnějším klubem v historii poháru je nizozemský Neptunus Rotterdam, který zvítězil pětkrát. 

## Přehled vítězů
| Sezóna | Vítěz                  |
| ------ | ---------------------- |
| 1990   | Neptunus Rotterdam     |
| 1991   | Mediolanum Milano      |
| 1992   | Mediolanum Milano      |
| 1993   | Neptunus Rotterdam     |
| 1994   | Planet Kinheim         |
| 1995   | nehrálo se             |
| 1996   | Leksand Lumberjacks    |
| 1997   | Cariparma Angels Parma |
| 1998   | Neptunus Rotterdam     |
| 1999   | Neptunus Rotterdam     |
| 2000   | Mr. Cocker HCAW Bussum |
| 2001   | Corendon Kinheim       |
| 2002   | Corendon Kinheim       |
| 2003   | Hoofddorp Pioneers     |
| 2004   | Rojos de Tenerife      |
| 2005   | Rojos de Tenerife      |
| 2006   | Hoofddorp Pioneers     |
| 2007   | Neptunus Rotterdam     |